# سالتيمبوكا
سَلْتِمبُوكة هو طبق إيطالي مشهور يتكون من لحم العجل الملفوف بالبروشوتو والمريمية، ثم ينقع في النبيذ أو الزيت أو الماء المالح، حسب الرغبة (ويشتهر في جنوب سويسرا أيضًا)
وتعد الوصفة الرئيسة من هذا الطبق هي الرومية  والتي تتكون من لحم العجل والبروشوتو والمريمية، ملفوفة ومطبوخة في النبيذ الأبيض الجاف والزبدة. ويستخدم احيانا نبيذ مرسى علي، وقد لا يُلف لحم العجل وتُترك مسطحة، ويُستعاض في المطبخ الأمريكي بالدجاج أو لحم الخنزير عن لحم العجل.